# Quirbete Naas

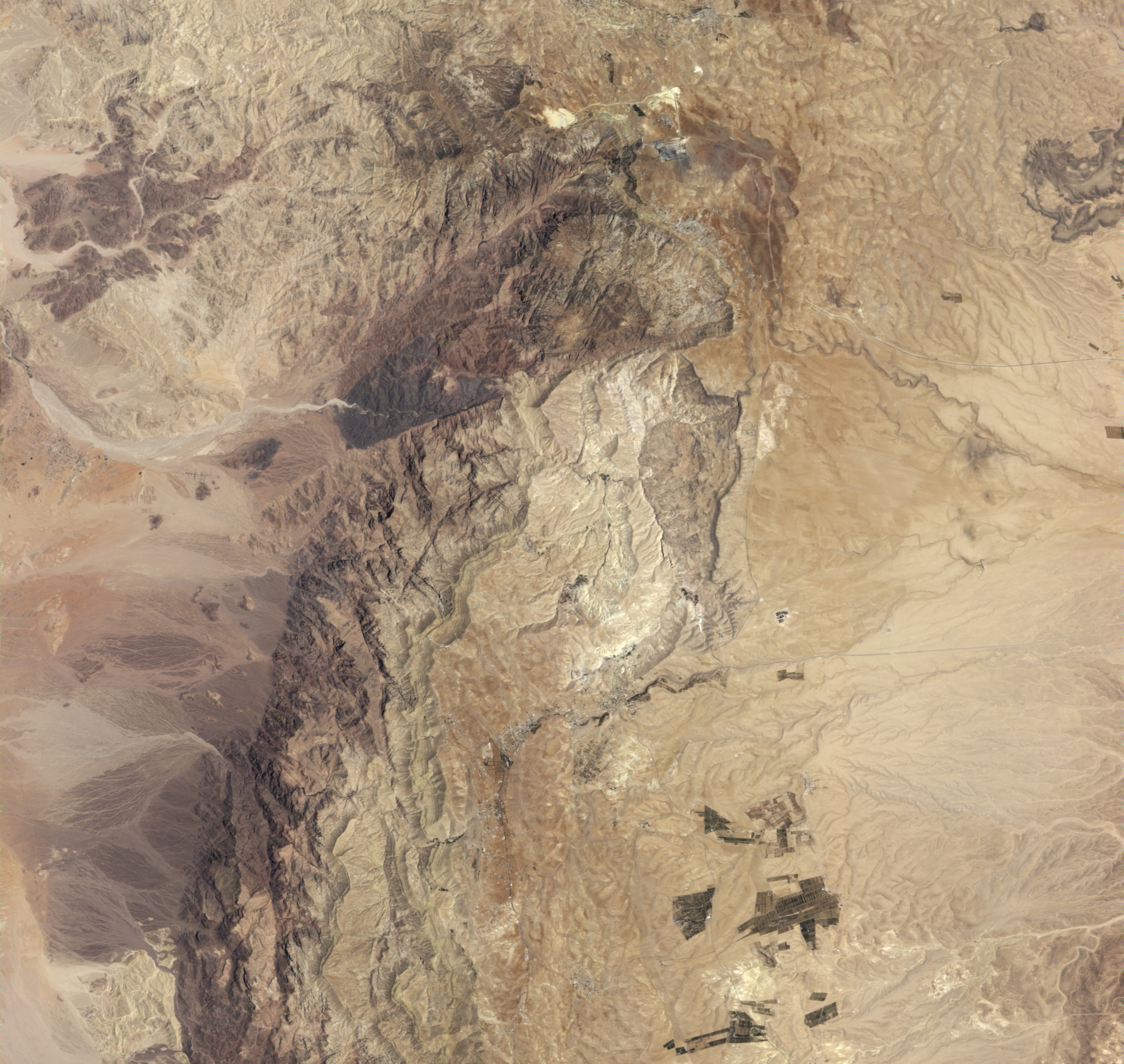
Pilhas pretas de escória definem Quirbete Naas nesta imagem de satélite

Quirbete Naas ou Quirbate Naas (em árabe: خربة النحاس; romaniz.: Khirbat ou Khirbet en-Nahas) é um dos maiores locais de mineração e fundição de cobre do mundo antigo, construído há cerca de 3.000 anos. Ele está localizado em Uádi Feinã, entre o Mar Morto e o Golfo de Acaba, agora na Jordânia. Há evidências de atividades econômicas e políticas sofisticadas no vale há cerca de 3.000 anos e os arqueólogos acham que pode ser o local de um estado organizado primitivo.
O arqueólogo Thomas Levy, da Universidade da Califórnia, em São Diego, liderou uma escavação em Quirbete Naas que descobriu uma antiga operação de mineração de cobre em uma escala que, segundo ele, pode ter sido organizada apenas por "um antigo estado ou reino".
É por meio das ferramentas de pedra fundamental montadas no local em Quirbete Naas que muitas pesquisas para a compreensão da mineração e produção de cobre da Idade do Ferro estão sendo conduzidas.